# Колобовка (Костромська область)
Колобовка (рос. Колобовка) — присілок в Шар'їнському районі Костромської області Російської Федерації.
Населення становить 2 особи. Входить до складу муніципального утворення Зебляковське сільське поселення.

## Історія
Від 2007 року входить до складу муніципального утворення Зебляковське сільське поселення.

## Населення
| 2008 | 2010 | 2014 |
| ---- | ---- | ---- |
| 2    | ↘0   | ↗2   |